# Антропологія права
Антропологія права — наукова та навчальна дисципліна, яка досліджує процеси юридизації людського існування, притаманні кожному історичному типу цивілізації, шляхом аналізу усних або письмових пам'яток права та прагне дослідити закономірності, які є основою соціального і правового побуту суспільства.
Правова антропологія — сфера правових знань і система теоретичних підходів, спрямованих на висвітлення взаємовідносин людини з правовою реальністю.

## Предмет антропології права
Антропологія права вивчає правове буття людства (і складових його етнічних груп, народів, націй) на всіх стадіях розвитку цього буття, від архаїчних до сучасних.
Предметом антропології права є правові системи і в цілому весь комплекс правових явищ: правові норми, правовідносини, ідеї і уявлення про право, правові інститути, процедури і способи регуляції поведінки, захисту порядку, вирішення конфліктів, які складаються в різних співтовариствах (первісних, традиційних, сучасних), у різних етносів (народів, націй), в різні епохи і в різних регіонах світу.
П. а. переплітається з проблематикою аксіології права (людські цінності в праві), онтології права (відображення людського буття у праві), антропологічної школи кримінального права (погляд на людину крізь призму її вродженої здатності до злочинних діянь) та інших дисциплін.

## Історія науки антропології права
У дослідженні проблем правової антропології добре зарекомендував себе аксіологічний підхід. Основним поняттям аксіології є поняття цінності. Зупинімося на деяких моментах його історії.
Найбільш фундаментальне воно розроблене в німецькій класичній філософії, особливо в І. Канта. Власне, лише в межах розробленої Кантом системи філософських категорій виявилося можливим розкрити зміст поняття цінності у взаємному зв'язку з іншими, спорідненими з ним, поняттями.
Близьким до поняття цінності у Канта було поняття доброї волі. Він визначав його як волю, яка є доброю не через те, що вона надає руху або виконує; вона є доброю не через свою придатність до досягнення якої-небудь поставленої мети, а тільки завдяки волінню, тобто сама по собі. Розглядувана сама по собі, вона повинна цінуватися незрівнянно вище, ніж усе, що могло б бути коли-небудь здійснене нею на користь якоїсь схильності та, якщо завгодно, навіть на користь усіх схильностей, разом узятих. Якби навіть через особливу немилість долі ця воля була б зовсім не в змозі досягти своєї мети; якби за всіх намагань вона нічого не домоглася і залишалася б тільки одна добра воля, — то все ж вона виблискувала б подібно до коштовного каменя сама по собі як щось таке, що містить у самому собі свою повну цінність.
Добра воля має певну спрямованість. Якщо мова йде про спрямованість людини до чогось, то передбачається, що існує мета цієї спрямованості. Що ж є метою доброї волі? За Кантом, нею е людина. «Тепер я тверджу: людина і взагалі усяка розумна істота існує як мета сама по собі, а не лише як засіб для будь-якого застосування з боку тієї чи іншої волі».
Одначе підхід до людини як мети передбачає, що все, що знаходиться поза людиною, всі предмети схильностей, предмети її потреб мають підпорядковане значення, вони «… мають лише зумовлену цінність, тому що якби не було схильностей і потреб, які на них ґрунтуються, то й предмет не мав би ніякої цінності». Тут Кант уже розкрив зміст поняття цінності, той напрямок конкретизації змісту цього поняття, який у майбутньому виявився головним, тобто він установив зв'язок між поняттями «цінність», «схильність», «потреба».
«Самі ж схильності як джерела потреб мають настільки мало абсолютної цінності, заради якої слід було б бажати їх самих, що загальне бажання, яке повинна мати кожна розумна істота, — це бути зовсім вільною від них». Виходить, що й тут Кант, спираючись на глибоку історико-філософську традицію, оригінально тлумачив і самі схильності — увільнення самого себе від марноти, метушні, звичок, бажань тощо. В остаточному підсумку виявляється, що схильності, потреби мають сенс лише настільки, наскільки вони повинні служити людині. Вони важливі не самі по собі, людина не повинна ставати рабом цих схильностей.
Висновок, що його робить Кант з усього викладеного вище, полягає в тому, що цінність усіх предметів, які ми здобуваємо через наші вчинки, завжди зумовлена. «Предмети, існування яких хоч і залежить не від нашої волі, а від природи, мають, однак, якщо вони не наділені розумом, тільки відносну цінність як засоби і називаються через це речами, тоді як розумні істоти називають особами, оскільки їхня природа вже вирізняє їх як цілі самі по собі, тобто як щось, що не слід застосовувати лише як засіб, отже, позаяк обмежує всяку сваволю (і складає предмет поваги)».
Підбиваючи підсумок кантівського аналізу поняття цінності, слід відзначити, що найбільш важливим тут є те, що це поняття у власному розумінні він співвідносив із людиною як метою, її розвитком, а такий аспект цінності, як корисність, поняття зумовленої, відносної цінності — зі світом природи, бажань. Основну увагу він звертав на суб'єктивний аспект цінності, хоча відмічав і наявність об'єктивного аспекту, що його, втім, детально не розробляв. Запропонована І. Кантом концепція цінності добре розкриває суб'єктивний аспект цінності, її внутрішню людську природу, і меншою мірою торкається об'єктивного аспекту, об'єктивних підвалин.
Німецька класична філософія від Канта до Гегеля сприйняла саме кантівську концепцію. Фейєрбах, хоча він принципами побудови філософської системи відрізнявся і від Канта, і від Фіхте, і від Шеллінга, і від Гегеля, включав кантівську концепцію до свого антропологізму.
Всі основні течії філософії XX ст. кінець кінцем виявляються або конкретизацією тих проблем, що були намічені в німецькій класичній філософії, або ж розробляються через протиставлення своєї проблематики тій проблематиці, яка була сформульована в цій філософії.
Німецька класична філософія виявилась основоположною для розроблення проблеми цінностей у різних філософських напрямах. Позитивізм не сприйняв її, бо в його межах акцент було зроблено на істинності; антропологічна проблематика, цінність як характеристика суб'єктивної діяльності були штучно винесені за межі філософського пізнання. Через проголошену ним програму позитивізм відмовився від аналізу внутрішнього, духовного начала цієї діяльності, відкинув її до сфери психології, а категоріальний філософський аналіз затаврував як «метафізику».
Філософське розуміння цінності намагався розвинути К. Маркс. Він виходив із зв'язку цінності з корисністю. Людина, писав Маркс, ставиться до предметів зовнішнього світу як до засобів задоволення її потреб. Проте люди не починають із того, що «стоять у цьому теоретичному відношенні до предметів зовнішнього світу», а активно діють, оволодівають за допомогою дії певними предметами зовнішнього світу і в такий спосіб задовольняють свої потреби". Іншими словами, люди здійснюють виробництво. А ця їхня життєдіяльність необхідно спирається на пізнання. Багаторазове повторення виробничого процесу приводить до того, що здатність різних предметів «задовольняти потреби» людей відбивається в їхньому мозку, люди навчаються і «теоретично» відрізняти зовнішні предмети, які служать для задоволення їхніх потреб, від усіх інших предметів". Люди прагнуть зберегти предмети, що задовольняють їхні потреби, у своєму володінні. Вони «називають ці предмети „благами“ або ще якось, що означає, що вони практично вживають ці продукти, що продукти для них корисні».
Що ж до корисності, то Маркс звернув увагу насамперед на її об'єктивність, бо корисність обумовлюється властивостями самих речей: «Корисність речі робить її споживною вартістю. Але ця корисність не висить у повітрі. Зумовлена властивостями товарного тіла, вона не існує поза цим останнім. Через це товарне тіло, як-от залізо, пшениця, алмаз і под., само є споживна вартість, чи благо».
Марксів аналіз цінності й корисності у філософському плані посідав важливе місце в діалектико-матеріалістичному вченні. Досить нагадати, що відмінності в потребах та органічно пов'язаних із ними інтересах є сутнісним фактором поділу суспільства на протилежні класи. «Оскільки мільйони сімей живуть в економічних умовах, що відрізняють і ворожо протиставляють їхній спосіб життя, інтереси та освіту способові життя, інтересам та освіті інших класів, — вони становлять клас», — зауважив Маркс.
Що стосується людини, то Маркс розглядав ЇЇ з соціологічних засад. Він в основному акцентував на тому, чим людина зобов'язана суспільству, соціальному середовищу, в надрах якого вона формується і діє. На думку Маркса, сутність людини визначається сукупністю всіх суспільних відносин.
У сучасну епоху погляди Канта і Маркса набули розвитку в межах антропологічного та соціологічного підходів до людини та її цінностей.
Соціологія, наслідуючи Маркса, широко застосовує структурно-функціональний метод: людина розглядається як носій певних соціальних функцій та ролей, і головною проблемою виступає її пристосування до панівних інститутів. Звідси така велика увага, що приділяється цією теорією питанням соціалізації індивіда, його адаптації до суспільного середовища, його інтеграції до тієї чи іншої системи цінностей. З цим пов'язані амбіції тотальної суспільної педагогіки: суспільство повинне виховувати і перевиховувати людину, а «нове суспільство» — формувати «нову людину» в потрібному собі дусі. Звідси відоме ленінське висловлювання: «Не можна жити у суспільстві та бути вільним від нього».
У нашій країні філософія та етика загального «самовідданого служіння» панівному ладу, підпорядкування часткового загальному, індивіда — колективу набули статусу беззаперечної та необговорюваної норми, на варті якої стояли всі засоби державної влади. Робилось усе для того, щоби виключити будь-які відхилення від панівної державної норми. А ця остання трактувалась як єдино можлива, оскільки вважалося, що норми — продукт суспільного ладу і жодних інших нормоутворювальних джерел нема та бути не може. Не випадково в нашій країні так безжально викорінювалася релігія: проголошуючи вищий, трансцендентний характер головних норм людського буття, вона була підставою для критичної здатності мислення стосовно земної влади, обмежувала монополію останньої в сенсотвірній та ціннісній сферах.